# Apanteles circumscriptus
Apanteles circumscriptus är en stekelart som först beskrevs av Christian Gottfried Daniel Nees von Esenbeck 1834.  Apanteles circumscriptus ingår i släktet Apanteles, och familjen bracksteklar. Arten är reproducerande i Sverige.